# 普古彝族乡
普古彝族乡是贵州省一个已撤销的民族乡，成立于1984年9月。全乡面积44平方公里，到1992年下辖13个村民委员会，1716户，6989人，有彝族、苗族、汉族、白族等民族。其中彝族占全乡人口的53％。1992年年末与文阁彝族乡、舍烹苗族彝族乡并建普古彝族苗族乡。普古彝族乡政府驻地普古，距县城72公里。